# Fernando Hernández Casado
Fernando Hernández Casado (Valladolid, Espanya 1973) és un jugador d'handbol espanyol, guanyador d'una medalla olímpica.
Va néixer el 24 de febrer de 1973 a la ciutat de Valladolid, Castella i Lleó.

## Carrera esportiva

### Trajectòria individual
| Temporades            | Club                 | Lliga  | País    |
| --------------------- | -------------------- | ------ | ------- |
| 1992/1993 - 1995/1996 | BM Valladolid        | ASOBAL | Espanya |
| 1996/1997 - 1999/2000 | Ademar León          | ASOBAL | Espanya |
| 2000/2001 - 2006/2007 | FC Barcelona         | ASOBAL | Espanya |
| 2007/2008 -           | Portland San Antonio | ASOBAL | Espanya |

Títols
- 2 Lligues ASOBAL: 2002/2003 i 205/2006 (FC Barcelona).
- 2 Copes del Rei: 2003/2004 i 2006/2007 (FC Barcelona).
- 3 Supercopes d'Espanya: 2000/2001, 2003/2004 i 2006/2007 (FC Barcelona).
- 3 Copes ASOBAL: 1999-2000 (Ademar León), 2000-2001 i 2001-2002 (FC Barcelona).
- 1 Copa d'Europa: 2004/2005 (FC Barcelona).
- 1 Recopa d'Europa: 1999-2000 (Ademar León).
- 1 Copa EHF: 2002-2003 (FC Barcelona).
- 1 Supercopa d'Europa: 2003/2004 (FC Barcelona).

### Trajectòria amb la selecció
Va participar, als 23 anys, en els Jocs Olímpics d'Estiu de 1996 realitzats a Atlanta (Estats Units), on va aconseguir guanyar la medalla de bronze en la competició masculina olímpica d'handbol. Absent en els Jocs Olímpics d'estiu de 2000 realitzats a Sydney (Austràlia), va participar en els Jocs Olímpics d'Estiu de 2004 realitzats a Atenes (Grècia), on va aconseguir guanyar un diploma olímpic en finalitzar setè en la competició olímpica.
Al llarg de la seva carrera ha aconseguit una medalla d'or en el Campionat Mundial d'Handbol i una medalla de plata en el Campionat d'Europa.